# SBV Herminonia
SBV Herminonia im SB (skrót dla "Schwarzburgverbindung Herminonia im Schwarzburgbund" czyli Korporacja Schwarzburgowska Herminonia w Związku Schwarzburgowskim), mająca siedzibę w Monachium jest do tej pory jedyną czynną damsko-męską korporacją akademicką i jedyną schwarzburgowską w Monachium.
Nie uprawia tzw. "Menzury" (to znaczy, nie uprawia szermierki akademickiej), jej barwy: czarno-złoto-zielone (banda burszowska) albo czarno-zielone (banda fuksa).
Jej hasło brzmi: Wahr und treu (Istotny i wierny)

## Historia
SBV Herminonia powstała w 1890 roku jako luźne połączenie w Monachium studiujących związkowców Schwarzburgowskich (czyli barwiazy innych korporacji Schwarzburgowskich) zanim 19 lutego 1900 r. przekształciła się w prawdziwą korporację o nazwie Herminonia (z barwami:  czarno-złoto-zielone i hasłem: Wahr und treu (Istotny i wierny). Od 1903 r. jest korporacją członkowską w Związku Schwarzburgowskim. Po zakazie korporacji (początek roku 1936) przez nazistów, w 1950 roku nastąpiło nowo założenie i od 1987 przyjęcie studentek jako pełnoprawnych korporantów (czyli członków).

## Zasady i samozrozumienie
SBV Herminonia rozumie się jako liberalno-progresywna korporacja. Jak we wszystkich korporacjach schwarzburgowskich nie istnieje przymus spożywania alkoholu, a szczególnie korporacja odmawia uprawianiu studenckiej szermierki (albo, jak to pewien członek korporacji Schwarzburgowskiej CstV Uttenruthi ujął w słowa: "Fechtuje się słowem, a nie szlagierem"). Równie żadnej roli nie odgrywa narodowość albo wyznanie religijne.
Podsumować można te zasady następująco: umiarkowanie, nauka i tzw. christianum (uznanie chrześcijańskiej etyki bez przymusowego wyznania religijnego).